# Korita (Lipik)
Korita su naselje u Republici Hrvatskoj u Požeško-slavonskoj županiji, u sastavu grada Lipika.

## Zemljopis
Korita se nalaze zapadno od Lipika, susjedna naselja su Jagma na sjeveru, Bair na jugu te Lovska na zapadu.

## Stanovništvo
Prema popisu stanovništva iz 2011. godine Korita su imala 9 stanovnika.
| broj stanovnika | 141   | 143   | 140   | 193   | 238   | 231   | 211   | 214   | 222   | 201   | 178   | 152   | 139   | 111   | 3     | 9     | 5     |
|                 | 1857. | 1869. | 1880. | 1890. | 1900. | 1910. | 1921. | 1931. | 1948. | 1953. | 1961. | 1971. | 1981. | 1991. | 2001. | 2011. | 2021. |